# Église Saint-Laurent de Nuremberg
Pour les articles homonymes, voir Église Saint-Laurent.
L'église Saint-Laurent (en allemand : St Lorenz ou Lorenzkirche) est une église gothique située à Nuremberg, en Bavière, en Allemagne. Elle se trouve dans la vieille ville, en face de la Nassauer Haus.
Il s'agit de l'église principale de l'Église protestante luthérienne en Bavière.

## Histoire
La première mention d’un édifice culte dédié au Saint-Laurent est une chapelle érigée entre 1235 et 1258. Cependant, une fouille archéologique effectuée en 1929 a révélé les restes d’une basilique romane antérieure, dont les matériaux ont été réutilisés pour la construction de la chapelle.
La construction d’une nouvelle église, l’actuelle, a été entreprise vers 1280[1] à partir de la façade et s’est poursuivie jusqu’en 1390 avec l’achèvement de la croisée du transept  et des tours à trois nefs. Il est devenu l’église paroissiale du village méridional de Nuremberg, affilié à l’église paroissiale supérieure de Bamberg. La vénération croissante de Deocarus, confesseur de Charlemagne et fondateur légendaire de la ville et de l’abbaye d’Ansbach, dont l’église gardait les vestiges depuis 1316, favorise la reprise du chantier financé par les riches citoyens et la municipalité. Entre 1439 et 1477, Konrad Heinzelmann, de l’école de Peter Parler, ajouta le grandiose chœur gothique tardif – voir : l'architecture gothique -, également avec trois nefs, mais du type de salle. L’histoire architecturale de l’église a toujours été inspirée par le plus grand exemple de la ville, de l’autre côté du fleuve, de la Pegnitz, de l’église de Saint Sebald l’hermite,  le patron de la cité.
Saint-Laurent fut l’une des premières églises d’Allemagne à rejoindre la Réforme luthérienne, dès 1525.
L’église a été gravement endommagée par les bombardements pendant la Seconde Guerre mondiale, qui ont principalement frappé les toits et les voûtes. Les travaux de reconstruction-restauration ont été entrepris à partir de 1949.

## Architecture
La grande façade ouest déchiquetée reflète la puissance et la richesse de la ville de l’époque. Le modèle est une fois de plus l’église de Saint Sebald, et donc, indirectement, la cathédrale de Bamberg. Il est dominé par deux tours jumelles de 81 mètres de haut et divisé en trois niveaux. Au fond s’ouvre le portail jumeau, richement sculpté entre 1350 et 1360 avec les Histoires de la vie de Jésus; ci-dessus ouvre la grande rosette avec un diamètre de 9 mètres, et au sommet couronne l’ensemble un tympan triangulaire richement perforé. Le chœur, dans un style gothique tardif, a extérieurement un double ordre de polyphores et décoré avec des contreforts.

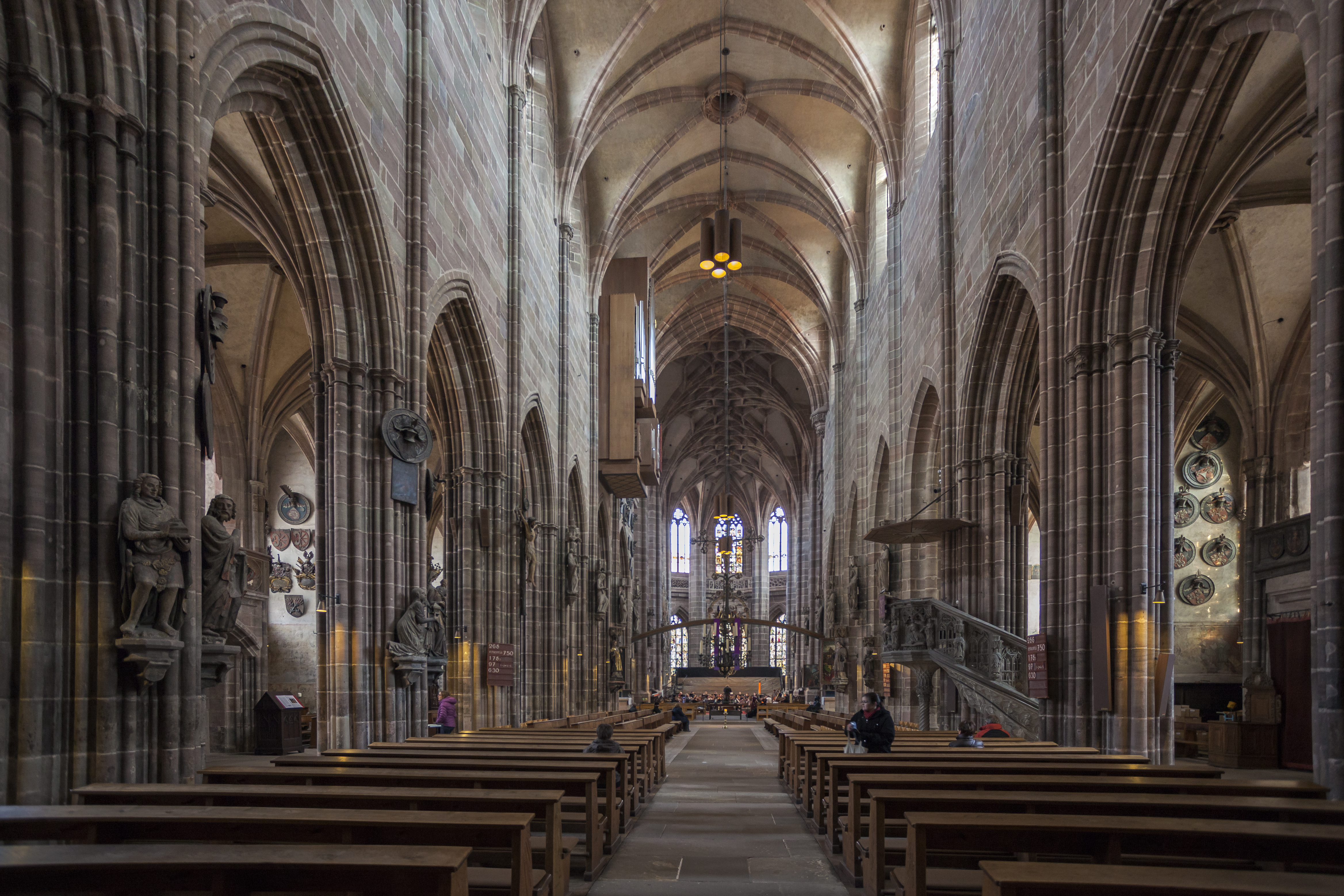
L'intérieur de l'église Saint-Laurent.

L’intérieur est divisé en trois nefs par des arcs sur des piliers composites portant des statues du XIIIe – XIVe siècle. Sans triforium, et ouvert par de modestes polyphores, il est recouvert de voûtes de croisière en forme de côtes levées. À la fin des nefs se trouve directement le chœur, joyau de l’architecture gothique allemande et chef-d’œuvre de Konrad Heinzelmann qui l’a conçu dans le type de ‘Hallenkirche’ (église-halle) en vogue à l’époque. Huit piliers divisent l’espace en trois nefs et créent l’ambulatoire en même temps. Autour ouvert deux ordres de sept polyphores avec de précieuses fenêtres du XVe siècle. Les magnifiques voûtes de grille d’où se déroge la célèbre ‘Englische Gruss’, le Salut angélique de 1517-1519 de Veit Stoss. À gauche de l’autel, appuyé contre un pilier, se trouve un magnifique ciborium gothique de 20 mètres de haut, chef-d’œuvre d’Adam Kraft qui l’a exécuté en 1493-1496. Entre les nefs et le chœur se trouve la sacristie de deux étages, érigée en 1467-1468 par H. Paur, flanquée d’un sublime escalier tunnel de Hans Behaim, le père.
Tailles et mesures
- Longueur totale: 91,20 m
- Largeur totale :  30 m
- Hauteur des voûtes :  24,20 m
- Largeur de la nef centrale: 10,40 m
- Largeur du chœur : 28,60 m
- Diamètre de la fenêtre rose de façade : 9 m
- Hauteur de la tour : 81 m

## Œuvres d’art et d’ameublement
L’église conserve de belles œuvres d’art, parmi les plus grands chefs-d’œuvre de la sculpture gothique. Tous les meubles présents ne proviennent pas de San Lorenzo, en fait, beaucoup viennent d’autres monastères et églises sécularisés ou détruits à Nuremberg et ses environs.
- ‘Le grand crucifié’, situé sur l’arche du chœur, est une autre œuvre de Veit Stoss, qui l’a interprétée vers l’an 1500.
- Statue de Saint Paul, sur le pilier droit du chœur, interprétée par Veit Stoss en 1513.
- Anges aux chandelles, candélabre suspendu entre les arcs du chœur, interprété par Peter Vischer l’Ancien en 1488/89.
- Fenêtres : De belles verreries sont encore conservées dans l’église. Dans l’allée droite est une série de des années 1520-25; dans le chœur, ils remontent à la seconde moitié du XVe siècle, et le vitrail de l’arbre de Jesse émerge, l’œuvre de l’Alsacien Peter von Andlau.
- Sainte Anne-Autel, l’autel de Sainte-Anne, peinte et sculptée en 1523 par H. von Kulmbach.
- Rochusaltar, l’autel de San Rocco, construit vers 1485 à la demande du noble marchand de la ville Franz Imhof, ancien membre de la Fraternité Saint Rochus à Venise et consul de la Fondation des Allemands, pour célébrer la fin de la peste. Il représente l’un des signes les plus évidents de la propagation précoce du culte de Rochus du Venise, au nord des Alpes, avant les années 1500.
- Imhofaltar, l’autel de la riche famille Imhof, avec le remarquable retable du Couronnement de la Vierge, 1438, considéré comme le chef-d’œuvre de la peinture primitive locale.
- Deokarusaltar, l’autel de Saint-Deocarus, exécuté en 1436-1437, par le Maître anonyme de l’Autel bamberg de 1429, déjà dans une église de Bamberg; grand exemple de peinture de Nuremberg.

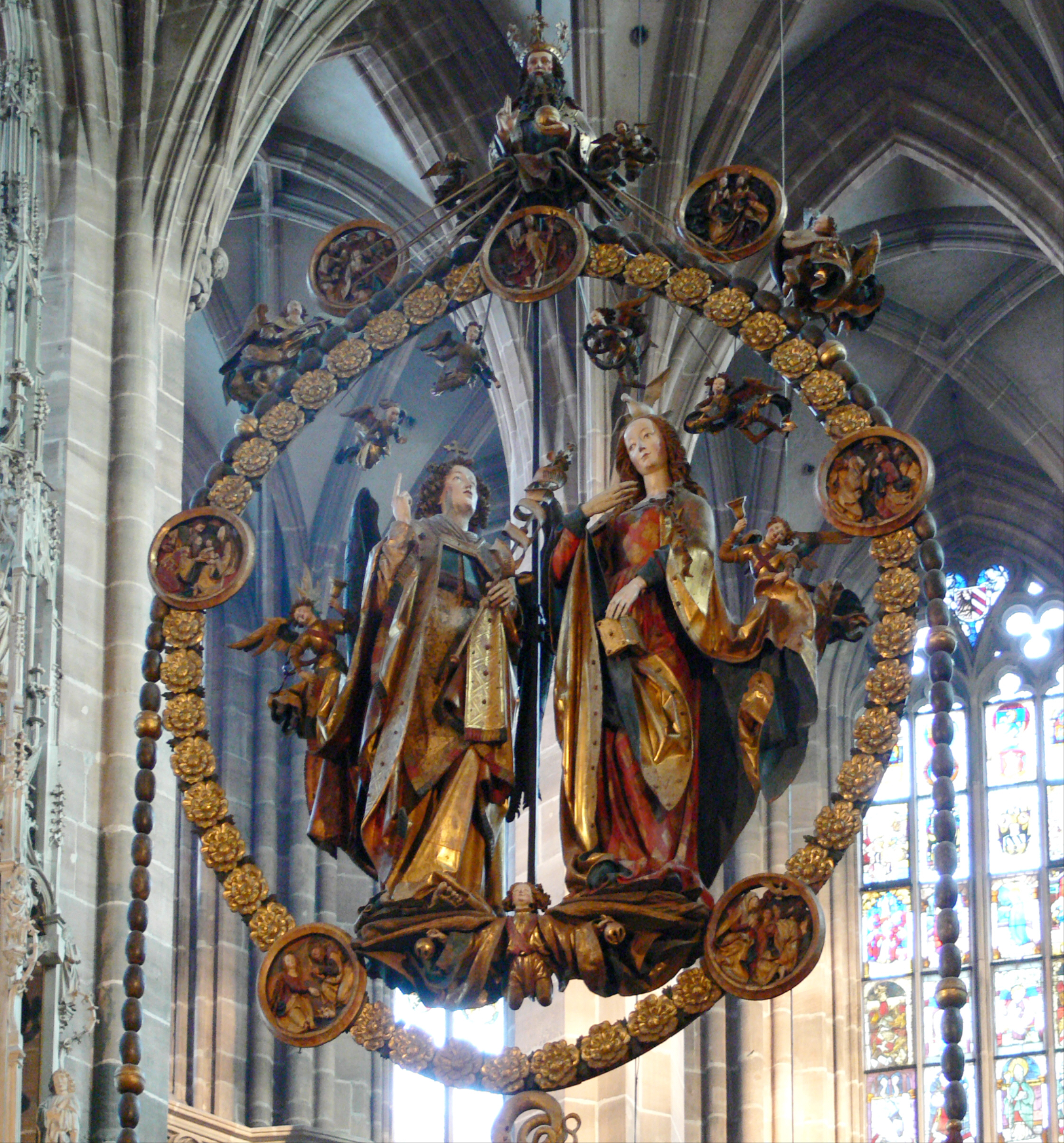
Engelsgruß de Veit Stoss.

- Le salut angélique :Engelsgruß de Veit Stoss.
Englisches Gruss, le Salut angélique, ou même appelé l’Annonciation du Rosaire. Superbe chef-d’œuvre de sculpture gothique allemande exécuté entre 1517 et 1519 par le grand Veit Stoss commandé par le noble Anton Tucher. Il montre les figures de Marie et de l’archange Gabriel au moment de l’Annonciation. Les figures sculptées grandeur nature en bois peint et doré sont inscrites dans un cercle de 372 × 320 cm composé de 55 roses dorées où sont fixés sept médaillons avec les Sept Joies de Marie. À l’intérieur du cercle se trouve une volée d’anges de la musique, suspendus sous un serpent avec de la pomme dans la bouche et dominant toute la scène, au sommet, la Bénédiction du Père.
- Le Ciborium du Saint Sacrement :
Sakramenthäuschen, le ciborium du Saint Sacrement. L’un des plus grands chefs-d’œuvre de la sculpture gothique allemande a été réalisé entre 1493 et 1496 par le sculpteur local Adam Kraft commandé par le riche marchand de la ville Hans Imhoff l’Ancien. Appuyé contre un pilier gauche du chœur, il est fait de grès et ressemble à une tour conique, d’environ 20 mètres de haut, finement décorée et perforée. Parmi les tissages très compliqués de pinacles et de tunnels, il y a des scènes de la Passion de Jésus : y compris la Cène, l’Ascension du Calvaire, la Crucifixion et l’Ascension.

À la base, ils soutiennent le tout, trois personnages accroupis représentant les trois groupes d’âge : la jeunesse, la maturité et la vieillesse; l’âge moyen, avec des outils de ciseau, est considéré comme l’autoportrait de Kraft. Malgré sa forme délicate et les graves dommages subis par l’église de Saint Laurent des bombardements de la Seconde Guerre moniale, l’œuvre est sortie à l’abri de la destruction, peut-être préservée par un mur temporaire érigé autour d’elle.

## Orgues de roseau: le plus grand orgue
Sur le chœur à l’arrière, il y a l’orgue principal de l’église, construit en 1937 par la compagnie d’orgue G. F. Steinmeyer & Co. et restauré et agrandi en 1951-1952 et 2003, à la dernière occasion par la compagnie d’orgue Klais Orgelbau. L’instrument est transmis électriquement et sa console dispose de cinq claviers de 61 notes chacun et concave planche à pédales, de 32 notes. L’exposition présente le boîtier limité à la base et se compose de tiges principales avec des bouches bouclier disposées en tourrelles et des ailes de manière à laisser la vue sur la rosace arrière libre.  Dans l’avant-dernière travée de la nef centrale, sur le mur gauche, il y a un deuxième orgue à tuyaux, construit en 2005 par la compagnie d’orgues Klais Orgelbau. L’instrument, enfermé dans un boîtier en bois moderne d’exécution géométrique, dispose d’une console de fenêtre avec trois claviers de 61 notes chacun et un planche à pédales de 32 notes.
Sur le chœur dans la première travée droite de l’apse ambulatoire, il y a un troisième orgue à tuyaux[4], construit en 1862 par la compagnie d’orgues G. F. Steinmeyer & Co. et, après le transfert de l’église paroissiale de Hersbruck à Nuremberg, équipé, en 2002, par une nouvelle exposition moderne du Klais Orgelbau. L’instrument est entièrement transmis mécaniquement et dispose de deux claviers de 54 notes chacun et d’un planche à pédales de 27.

## Débats: controverses actuelles sur sa transformation
Actuellement, il y a un débat vigoureux, au niveau national, sur les plans controversés de la paroisse luthérienne locale, de construire environ 190 mètres carrés, environ un tiers de la partie principale de la cathédrale, avec des bureaux, placards, cuisines, magasins, etc., dans tout le narthex, la zone d’entrée et les allées. La hauteur de ces installations serait de trois étages. La critique a été exprimée par l’historien de l’art, le professeur Stefan Trinks (Humboldt Univ. Berlin), dans un article sur le célèbre Frankfurter Allgemeine Zeitung (FAZ), 11 février 2021. Auparavant, la gardienne du patrimoine culturel de la ville de Nuernberg, Claudia Maué (Germanisches Nationalmuseum), avait brusquement rejeté les plans. Des fonctionnaires de l’Office des monuments historiques de l’État de Bavière ont suivi, ainsi que des spécialistes de la ville.
Les plans des installations volumineuses projetées sont jugés de modifier définitivement le caractère de la cathédrale, puisque la forme interne d’une église gothique comprend toutes ses parties : les narthex, la nef, les nefs laterales, le transept, le chœur, etc. comme un tout unifié, chacun des éléments ayant un symbolisme spirituel et théologique spécifique. Ils contribuent tous au sens d’une cathédrale, comme une « représentation du paradis ».
Ceci est symboliquement marqué au portail principal sur le côté ouest: à gauche et à droite, les figures nues d’Adam et Eve, couvertes de feuilles, représentent l’humanité devant les portes du Paradis. Dans le tympan central, la représentation du Jugement Final indique l’aspect « eschatologique » (« salut futur ») de la cathédrale, et sa signification actuelle, en tant que lieu de « purification », de repentir et de rédemption. Deux portes en bronze flanquent la statue de la Vierge Marie avec Jésus-Christ dans leurs bras.
Les portes principales ne sont ouvertes que rituellement, lors d’occasions spéciales. Les plans actuels, qui relient l’ouverture permanente du portail principal, à une grande accumulation de pièces centenaires dans la cathédrale, ignorent le sens du portail et du narthex, comme le seuil entre le « profane » (« en dehors du temple ») et l’espace sacré, construit comme un retour symbolique du  paradis . Beaucoup plus strict que la proposition, d’ouvrir régulièrement les portes principales pour les visiteurs, est le projet d’installer des salles à des fins profanes, avec diverses fonctions, telles que salle de stockage, centre communautaire, bureaux, cafétéria, etc., dans le premier tiers de la cathédrale, jusqu’à la hauteur de trois étages.
Le caractère « mystagogique » et le symbolisme de cette cathédrale seraient endommagés de façon permanente. Le caractère programmatique de la cathédrale Saint-Laurent, est affirmé avec sa sculpture unique, le « Salut de la Vierge Marie », l’Annonciation, par Veit Stoss, 1447, suspendu au cœur de la cathédrale, la « traversée ». Ici, les ailes de l’ange sont représentées comme des plumes de paon. Ils symbolisent l’arrivée du messager du paradis. Sainte Marie, qui la reçoit, symbolise l’Église, les fidèles chrétiens et la communauté chrétienne.
La cathédrale symbolise un espace sacré, à l’image du Paradis, avec des marches graduées d’accès au sanctuaire. Du point de vue de l’ecclésiologie (la « théologie de l’Église »), importante pour le Moyen Âge, le motif « hortus conclusus », le « jardin fermé », appartient à l'église en tant que « paradis ».Elle est donc accessible spiritualement, dans la liturgie et la prière.Elle a également une dimension Mariologique: le corps de la Vierge Marie et le « corps » de la cathédrale se réfèrent les uns aux autres. Redédier une grande partie de la cathédrale à des fins laïques, et construire ces parties, équivaut à un geste de violation de ce « corps sacré », qui est incarné dans la cathédrale, comme l’indiquent certaines de ses œuvres d’art sacré. Utilisant un tiers de l’espace intérieur pour les installations séculaires, ce symbolisme serait délibérément « déconstruit » architecturalement. Le caractère de la cathédrale en tant que « sanctuaire » serait influencé, dans son intégralité, par la  sécularisation  intentionnelle de sa zone antérieure. 
La signification symbolique de cette cathédrale en tant que  sanctuaire  était importante au Moyen Âge, lorsque les insignes de la Couronne de l’Empire a été déposé (rituellement) ici. Dans ce rôle de « sanctuaire de la nation », la cathédrale Saint-Laurent correspond à la cathédrale Notre-Dame de Paris. Notre-Dame est actuellement restaurée avec un immense soutien financier, au cœur du Paris séculaire, et de la France, pour restaurer son ancienne forme, endommagée et presque détruite par un incendie. Dans ce contexte, les plans de l’église Saint-Laurent sont, pour subvertir cette propriété comme un sanctuaire, la réduction de «l’espace sacré » à la moitié orientale, la réaffectation du tiers occidental à des fins séculaires - indépendamment de sa signification historique.
Pour défendre ces  installations  prévues, les porte-parole du projet ont assuré que les systèmes de verre et de métal pourraient être retirés à nouveau. Cela peut être remis en question. Les plans élaborés jusqu’à présent en secret ont récemment été publiés. L’installation de salles pour des fonctions séculaires dans les allées, déconstruit la distinction de « sacré » et « profane » qui est fondamentale pour le sens architectural de cette cathédrale. La déconstruction de «l’espace sacré» est délibérée - à en juger par les annonces des responsables. L’intention exprimée est «d’abaisser le seuil» d’accès et d'«ouvrir l’Église à la société ». Cela n’explique pas la nécessité d’installations aussi étendues, de salles pour un certain nombre de fonctions séculaires. Créer un espace de rangement pour les chaises est un prétexte. 
Un autre argument qui a été exprimé - comme l’explique le porte-parole local de l’Église luthérienne - est que la paroisse n’a plus besoin de tant d’espace pour adorer. Cela indique que  l’espace sacré  de la cathédrale pourrait être encore réduit à l’avenir. Implicitement, le caractère de la cathédrale comme un « temple », comme un sanctuaire sacré dans son intégralité, est contesté. Ainsi, le sol en préparation de sa nouvelle transformation séculaire.  
Des transformations similaires, au moyen des vastes installations, ont déjà été effectuées dans les églises historiques de Nuernberg, telles que la Martha-Kirche gothique. Cette église est appelée un précédent pour la transformation de Saint Laurent. Si ce projet est autorisé par les autorités de l’État, un précédent juridique serait créé au niveau national. 
Du point de vue de la musique sacrée, lauréat du concours international d’orgue à l’Internationale Orgelwoche - Musique Sacrée (ION), - semaine internationale de l’orgue et de la musique sacrée - à Nuremberg, (professeur) Sebastian Küchler-Blessing, Essen, a déclaré (en traduction): 
« Cette église est unique... L’effet de son espace est incomparable. L’architecture respire un espace majestueux... Une acoustique particulière contribue à ce lieu unique - ce lieu de culte est une œuvre d’art intégrale, dans sa forme actuelle. Ces mesures radicales sont comme le poinçonnage. Ils seraient une déclaration architecturale de l’échec de l’esthétique de notre temps.»

## Personnalités
- Joachim Negelein (de) (1675-1749), philologue, théologien, numismate, prédicateur de l'église Saint-Laurent de Nuremberg. Ses traits nous restent fixés par plusieurs portraits, dont celui que grava en 1732 Georg Lichtensteger d'après Gerg Martin Preisler.